# Brandtrappa

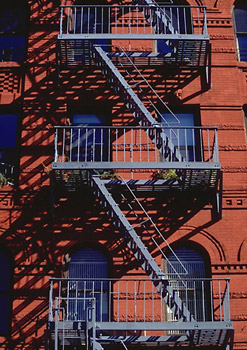
Brandtrappa i SoHo på Manhattan.

En brandtrappa är en trappa som är avsedd för utrymning, till exempel vid brand. Den kan även användas vid strömavbrott då hissar ej fungerar.
Klassiska utanpåliggande brandtrappor ses ofta i amerikanska filmer på fasader av höga byggnader. Om brandtrappan finns invändigt i huskroppen måste den vara i en avskild byggnadsdel och ansluta till resten av byggnaden med till exempel branddörrar.

## Brandstege

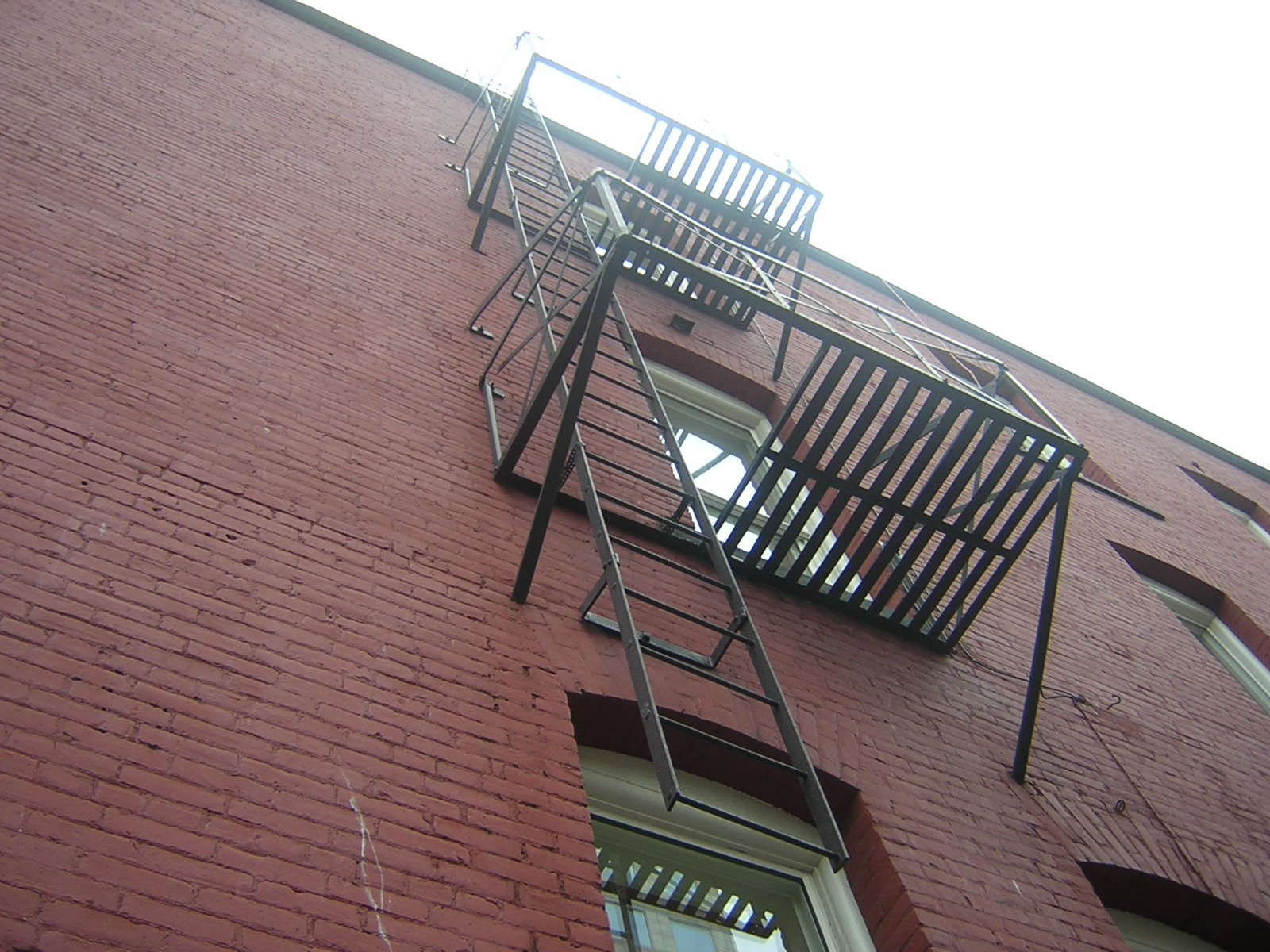
Fast brandstege i Vancouver, Kanada.

Brandstege är en stege för att utrymma byggnader eller dylikt, främst vid brand eller andra nödsituationer. Brandstegar är endera fast monterade eller utfällbara. Brandstegar slutar vanligen en bit över marken för att försvåra för obehörigt användande av inbrottstjuvar.